# Tucznawa
Tucznawa (cho đến năm 1960 được gọi là Tuczna Baba) đã là một quận của Dąbrowa Górnicza từ năm 1977. Nó nằm ở Silesian Voivodeship, miền nam Ba Lan. Nó nằm 11,5 km về phía đông nam của trung tâm thành phố và dọc theo tuyến đường Dąbrowa Górnicza - Zawiercie. Các quận lân cận của nó là: Sikorka và Bugaj. Bản thân Tucznawa được chia thành một vài phần nhỏ hơn: Smardz, Piaski, Rogatka, New Bugaj và Przymiarki (một số nguồn nhận ra cuối cùng là một quận riêng biệt). Phần lớn các tòa nhà trong huyện là nhà-ở-một-gia-đình có khí chất đồng quê, với những khu vườn lân cận.

## Lịch sử
Tên ban đầu của huyện (làng) là Tuczno Baba (Tucznobaba) hoặc Tuczna Baba (có nghĩa là người phụ nữ béo). Những ghi chép đầu tiên về ngôi làng là từ năm 1298. Vào cuối thế kỷ 13, đây là một phần của giáo xứ ở Sławków. Nó đã ở lại giáo xứ đó cho đến năm 1495, khi nó được chuyển đến giáo xứ mới phát sinh ở Chruszczobród. Tucznawa đã được đề cập trong Liber Beneficiorum Dioecensis Cracoviensis trong biên niên sử thời trung cổ Ba Lan, Jan Długosz. Vào giữa thế kỷ 15, đây là tài sản của các giám mục Cracow và nó là một phần của clavis Slavcoviensis (giám mục của Sławków) cho đến năm 1790.
Tuyến đường sắt Warsaw-Vienna (Kolej Warszawsko-Wiedeńska) chạy qua quận (ga gần nhất là Dąbrowa Górnicza Sikorka).
Kể từ năm 1912, Tucznawa là một phần của Losień và sau Thế chiến II, nó đã trở thành một phần của Ząbkowice chung. Năm 1975, nó đã được gắn liền với thị trấn Ząbkowice và sau đó nó được gắn liền với Dąbrowa Górnicza vào ngày 1 tháng 2 năm 1977.
Sở cứu hỏa tình nguyện của Tucznawa được thành lập vào tháng 8 năm 1928. Vào ngày 9 tháng 9, đội cứu hỏa đầu tiên bao gồm 41 thành viên tình nguyện đã được thành lập. Năm 1953, sở cứu hỏa địa phương (OSP) đã nhận được biểu ngữ đầu tiên được tài trợ bởi người dân trong làng (với tiêu đề là Tuczna Baba). Năm 1978 để kỷ niệm 50 năm hoạt động, OSP đã nhận được một biểu ngữ mới.
Vào ngày 19 tháng 1 năm 1985 Stanisław Nowak, giám mục của Częstochowa đã thành lập một giáo xứ của Túcznawa dành riêng cho Giêsu biến hình. Linh mục giáo xứ đầu tiên là Stanisław Sikorski.

## Quân nổi dậy
Có một nhà nguyện nhỏ từ thế kỷ 19 nằm ở trung tâm của huyện. Xây dựng của nó là một phần bằng gỗ và một phần được xây dựng bằng đá. Vào tháng 2 năm 1863, một đội quân nổi dậy nhỏ đã có một trại gần nhà nguyện đó. Nhiệm vụ của họ là phá hủy tuyến đường sắt để phá vỡ liên lạc. Một vài cư dân đã giúp họ hành động. 

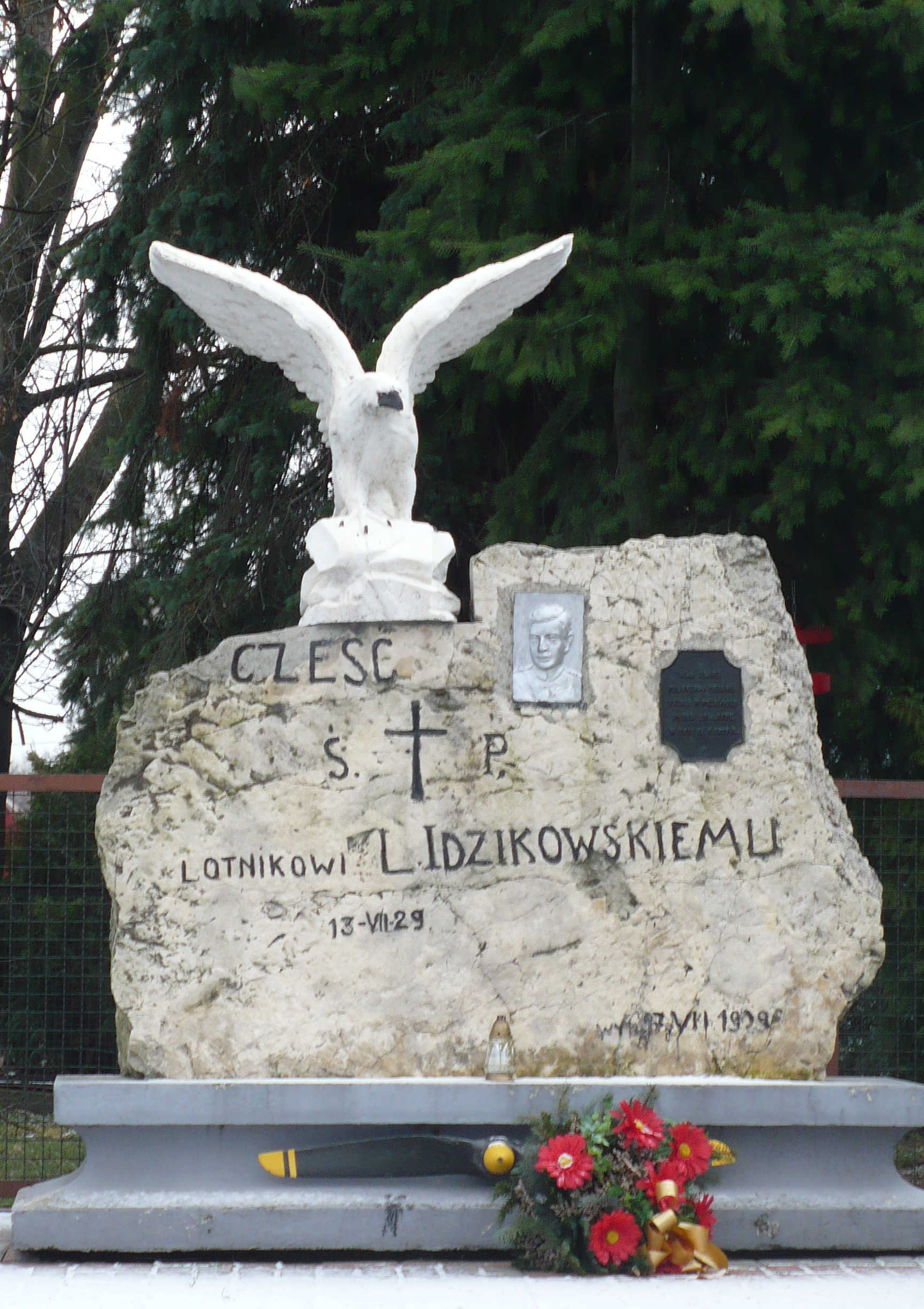
Đài tưởng niệm Ludwik Idzikowski ở Tucznawa. Nó đã được xây dựng lại vào năm 2010 nhưng hòn đá với những dòng chữ là một phần của obelisk ban đầu từ năm 1929.

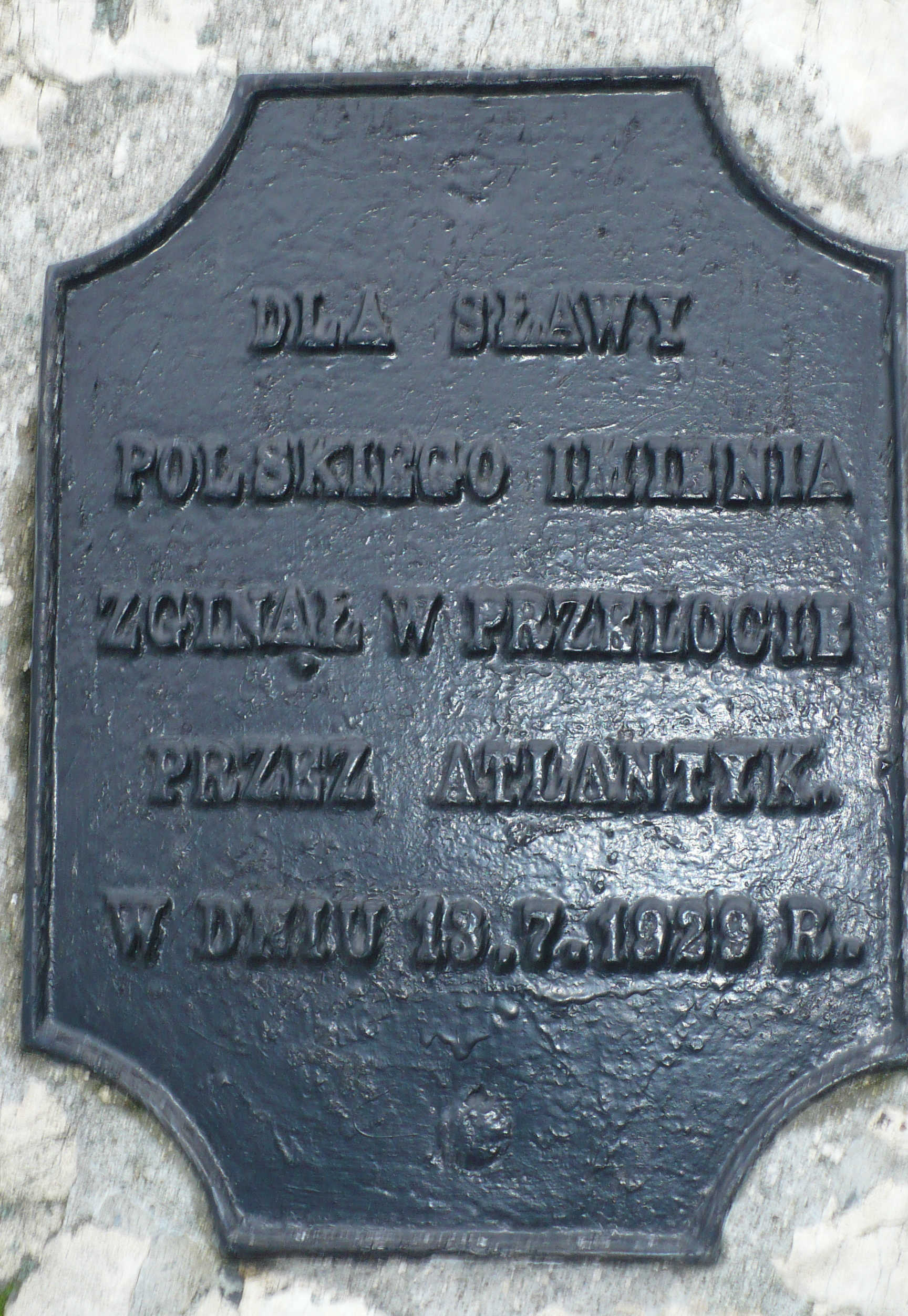
Các tấm bảng ở phía trước tượng đài của Idzikowski

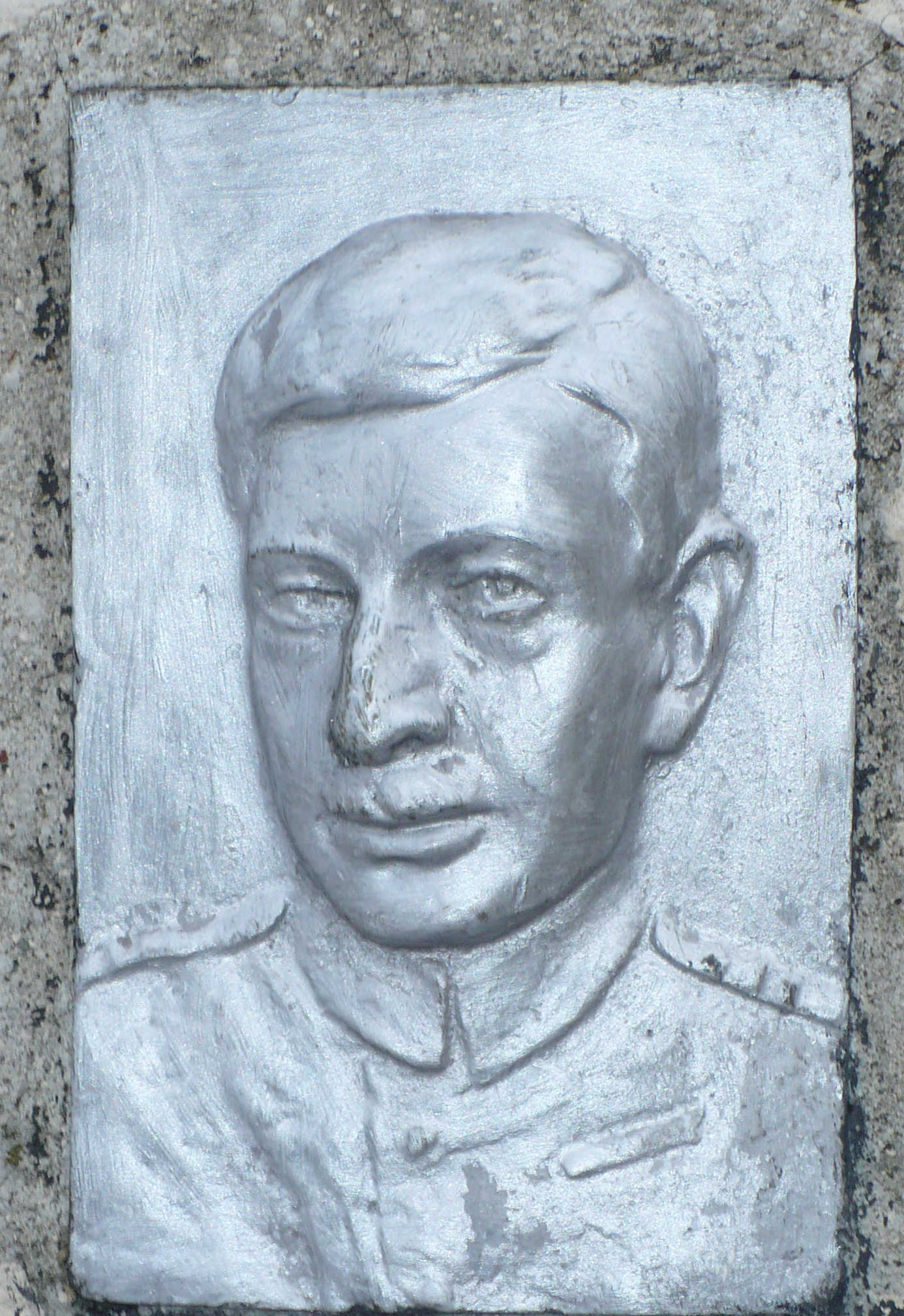
Khuôn mặt của phi công nổi tiếng đã được miêu tả trên một bức phù điêu là một phần của tượng đài

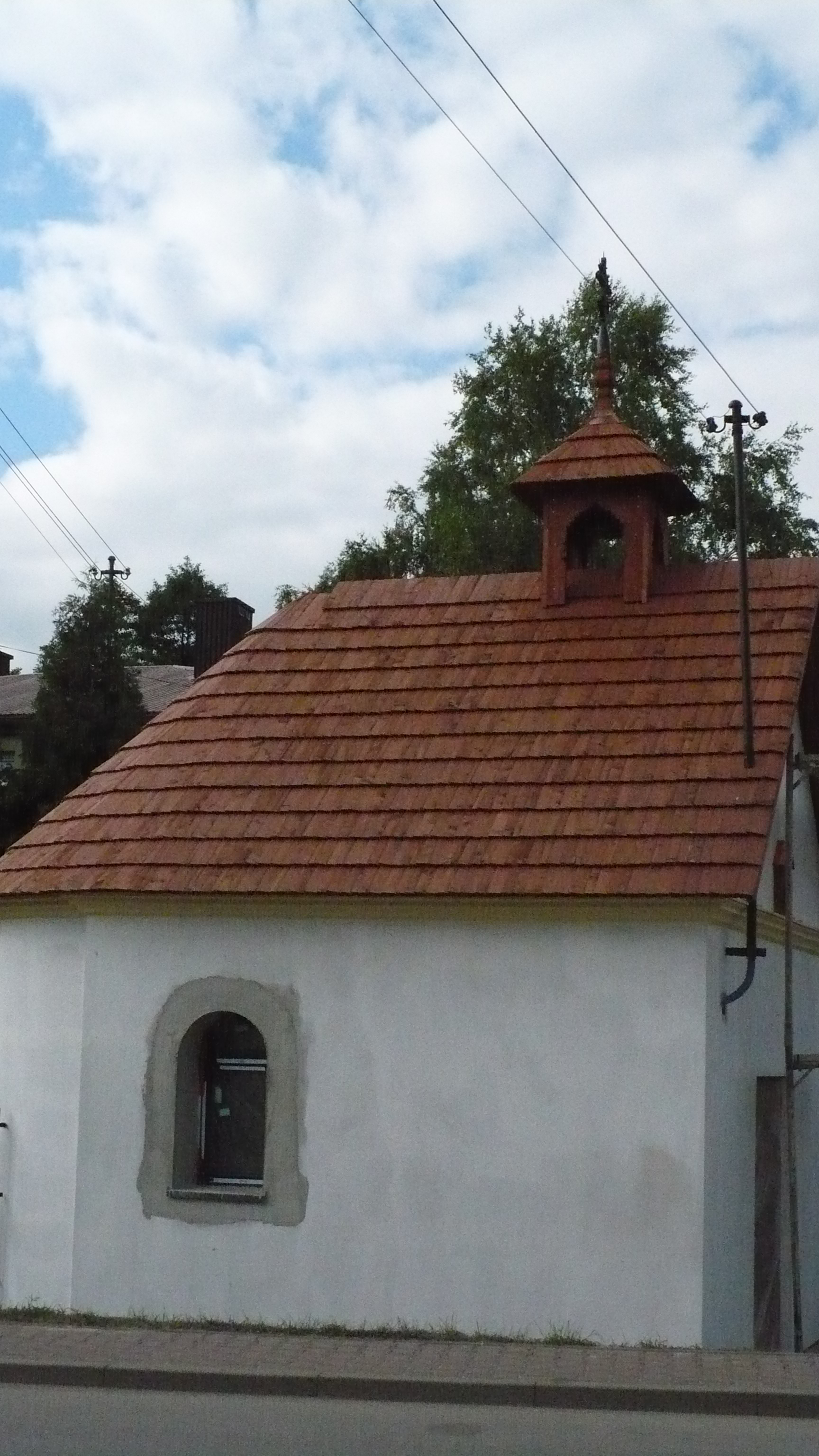
Nhà nguyện ở Tucznawa

Trong khu vực của Trường tiểu học số 23, vẫn còn di tích tưởng niệm thiếu tá phi công Ludwik Idzikowski. Tượng đài được phát hiện vào ngày 17 tháng 7 năm 1929. Trong Thế chiến thứ hai nó đã bị phá hủy bởi quân lính từ Đức Quốc xã. Chỉ có đá và một bảng tưởng niệm vẫn còn. Năm 2010 tượng đài được xây dựng lại.

Chữ khắc trên tấm biển ở mặt trước của tượng đài ghi rằng: 
Vì vinh quang tên của Ba Lan anh ấy đã chết trong chuyến bay trên Đại Tây Dương vào ngày 13 tháng 7 năm 1929
 Dòng sông Trzebyczka chảy qua Tucznawa. Nước trong dòng suối nhỏ này chỉ xuất hiện sau một cơn mưa mạnh và băng tan trong mùa xuân. Tuy nhiên, dòng nước ngầm gây xói mòn đường phố chính là một vấn đề quan trọng của quận.
Nam diễn viên sân khấu và điện ảnh Czesław Przybyła đã được sinh ra và được chôn cất tại Tucznawa. Phố Królewska đương đại (Phố Hoàng gia) là một phần của con đường giám mục cũ cũ, đường nối từ Siewierz đến Sławków và Cracow.
Các thánh tích của Thánh Faustyna Kowalska được cất giữ trong nhà thờ Tucznawa.

## Thể thao
Tucznawa có câu lạc bộ bóng đá của riêng mình, được đặt tên là UKS Zagłębiak Tucznawa. Hiện tại nó chơi ở giải B (tiểu khu vực của Sosnowiec). Câu lạc bộ thi đấu các trận đấu của nó tại sân vận động địa phương.

## Đường phố
- Batalionów Chłopskich
- Dbrowszczaków
- Gilowa
- Ludwika Idzikowskiego
- Królewska
- Księdza Stanisława
- Łazowska
- Przymiarki
- Siewna